# Eurhynchium africanum
Eurhynchium africanum är en bladmossart som beskrevs av Theodor Carl Karl Julius Herzog 1937. Eurhynchium africanum ingår i släktet sprötmossor, och familjen Brachytheciaceae. Inga underarter finns listade i Catalogue of Life.